# Spea intermontana
Spea intermontana är en groddjursart som först beskrevs av Cope 1883.  Spea intermontana ingår i släktet Spea och familjen Scaphiopodidae. IUCN kategoriserar arten globalt som livskraftig. Inga underarter finns listade i Catalogue of Life.